# Убить
Уби́ть (рос. Убыть) — річка в Красногорському, Юкаменському та Глазовському районах Удмуртії, Росія, ліва притока Чепци.
Бере початок на Красногорській височині, серед тайги, неподалік села Старе Кичино Красногорського району. Протікає на північ, північний захід та північний схід, впадає до річки Чепца на західній околиці міста Глазов.
Річка неширока — у верхній течії 5-8 м, у середній 10-15 м, у нижній до 20 м. Швидкість течії від 1,4 м/с у верхів'ях до 0,3 м/с у нижній частині. Береги обривисті, висотою 2-3 м, порослі чагарниками та, місцями, лісом. На руслі створено декілька ставків, найбільшими з яких є ставки в селі Красногорське площею 0,28 км², біля колишнього села Нохрино площею 0,2 км² та біля села Багир площею 0,16 км². Через річку прокладено декілька мостів, найбільшими з яких є автомобільні в селах Красногорське, Нове Кичино, Дьоби, Малий Веніж, Коксі, Палагай, Удмуртські Ключі і Нижня Убить та залізничний міст біля села Нижня Убить.
Притоки:
- праві — без назви (13 км[4], село Багир), Голешур, Салшур, Меєшур
- ліві — Ягошур, Кипкашур, Селішур

Над річкою розташовані села:
- Красногорський район — Старе Кичино, Красногорське, Зотово
- Юкаменський район — Коксі, Палагай, Золотарьово
- Глазовський район — Удмуртські Ключі, Чура, Нижня Убить